# Jorge Daniel Casanova
Jorge Daniel Casanova Curbelo (Sauce, Departamento de Canelones, Uruguay; 26 de julio de 1976) es un exfutbolista y actual director técnico uruguayo. Jugaba como mediocampista central y su primer equipo fue Bella Vista, club donde también se retiró. 

## Trayectoria
Una vez retirado fue asistente técnico de Jorge Vivaldo en Sud América y posteriormente inició su carrera como entrenador en Villa Española, donde logró el ascenso a Primera División. Luego dirigió a Águila de El Salvador y actualmente a Bella Vista.

## Clubes

### Como jugador
| Club                   | País      | Año       |
| ---------------------- | --------- | --------- |
| Bella Vista            | Uruguay   | 1995-1999 |
| Lecce                  | Italia    | 1999-2000 |
| Ravenna                | Italia    | 2001      |
| Peñarol                | Uruguay   | 2002      |
| Bella Vista            | Uruguay   | 2002-2003 |
| Chacarita Juniors      | Argentina | 2004-2005 |
| Unión de Santa Fe      | Argentina | 2005      |
| Bella Vista            | Uruguay   | 2006-2007 |
| Atlético Bucaramanga   | Colombia  | 2007-2008 |
| Once Caldas            | Colombia  | 2008-2009 |
| Junior de Barranquilla | Colombia  | 2009-2010 |
| Bella Vista            | Uruguay   | 2011-2013 |

### Como asistente técnico
| Club        | País    | Año       |
| ----------- | ------- | --------- |
| Sud América | Uruguay | 2014-2015 |

### Como entrenador
| Club           | País        | Año       |
| -------------- | ----------- | --------- |
| Villa Española | Uruguay     | 2015-2016 |
| Águila         | El Salvador | 2017      |
| Bella Vista    | Uruguay     | 2020      |
| Sud América    | Uruguay     | 2023      |

## Palmarés

### Como jugador
| Título          | Club                   | País     | Año  |
| --------------- | ---------------------- | -------- | ---- |
| Torneo Apertura | Once Caldas            | Colombia | 2009 |
| Torneo Apertura | Junior de Barranquilla | Colombia | 2010 |

### Como entrenador
| Título                     | Club           | País    | Año  |
| -------------------------- | -------------- | ------- | ---- |
| Ascenso a Primera División | Villa Española | Uruguay | 2016 |